# Vordere Aue
Das Naturschutzgebiet Vordere Aue liegt im Erzgebirgskreis in Sachsen. Es ist Teil des FFH-Gebietes Kuttenbach, Moosheide und Vordere Aue (siehe Liste der FFH-Gebiete in Sachsen) und erstreckt sich nordöstlich von Dittersdorf, einem Ortsteil der Stadt Lößnitz, entlang der Vorderen Aue, eines Quellbaches des Aubaches. Westlich des Gebietes verläuft die Bundesstraße 169, südlich erstreckt sich das 65 Hektar große Naturschutzgebiet Kuttenbach.

## Bedeutung
Das 46,4 Hektar große Gebiet mit der NSG-Nr. C 52 wurde im Jahr 1991 unter Naturschutz gestellt. 